# Agli ordini di sua altezza
Agli ordini di sua altezza, Al servizio di sua altezza o Doppia baldoria (Double Whopee) è una comica muta del 1929 di Lewis R. Foster con protagonisti Laurel & Hardy. Girato muto, il cortometraggio venne sonorizzato.

## Trama
Stanlio e Ollio vengono assunti in un albergo nel centro di Broadway come fattorino e portiere. Fin dal loro arrivo però causano guai: vengono inizialmente scambiati per il principe e il primo ministro che nello stesso giorno dovevano arrivare nell'albergo. Dopo che Stanlio e Ollio hanno ricevuto tanti onori si chiarisce l'equivoco. Arrivano così il principe e il suo primo ministro. Stanlio e Ollio, dopo aver litigato per un quarto di dollaro e aver fatto una rissa con un tassista strappano per sbaglio il vestito di una donna bionda. Per questo, dentro l'albergo, ricominciano a litigare. Stavolta però la rissa coinvolge il manager dell'albergo, il primo ministro e un cliente. Il principe riceve inoltre una torta sul vestito. Visti i danni provocati, Stanlio e Ollio decidono di fuggire.

## Distribuzione
Il film fu realizzato sia in versione muta che sonora, non essendo ancora i cinema dell'epoca attrezzati per proiettare pellicole sonore.
In Italia è stata distribuita, oltre a quella muta, una versione del film in bianco e nero sonora doppiata negli anni '80 da Enzo Garinei e Giorgio Ariani. Nel doppiaggio non sono letti i cartelli, a differenza delle altre comiche mute doppiate dalla coppia.